# Cerdistus australasiae
Cerdistus australasiae är en tvåvingeart som först beskrevs av Ignaz Rudolph Schiner 1868.  Cerdistus australasiae ingår i släktet Cerdistus och familjen rovflugor. Inga underarter finns listade i Catalogue of Life.